# Gramado Challenger 1998
Il Gramado Challenger 1998 è stato un torneo di tennis facente parte della categoria ATP Challenger Series nell'ambito dell'ATP Challenger Series 1998. Il torneo si è giocato a Gramado in Brasile dal 3 al 9 agosto 1998 su campi in cemento.

## Vincitori

### Singolare
André Sá ha battuto in finale  Hideki Kaneko con il punteggio di 6–7, 6–1, 6–4

### Doppio
Jeff Coetzee /  Damien Roberts hanno battuto in finale  Francisco Costa /  Gouichi Motomura con il punteggio di 7–5, 6–4